# Nymphoides lungtanensis
Nymphoides lungtanensis là một loài thực vật có hoa trong họ Menyanthaceae. Loài này được S.P. Li, T.H. Hsieh & C.C. Lin mô tả khoa học đầu tiên năm 2002.